# Wissadula contracta
Wissadula contracta là một loài thực vật có hoa trong họ Cẩm quỳ. Loài này được (Link) R.E.Fr. miêu tả khoa học đầu tiên năm 1908.